# Нижнеомский район
Нижнео́мский райо́н — административно-территориальная единица (район) и муниципальное образование (муниципальный район) на востоке Омской области России.
Административный центр — село Нижняя Омка.

## География
Площадь района — 3400 км². Основная река — Омь.

## История
Район образован в декабре 1940 года:
- 10 сельских советов передано из Горьковского района (Ачаирский, Беляшовский, Епанчинский, Кабурлинский, Нижнеомский, Сидоровский, Ситниковский, Усть-Горский, Хомутинский, Хортицкий);
- 2 сельских совета передано из Калачинского района (Локтинский, Соловецкий).[5]

В 1952 году центр Епанчинского сельского совета перенесён из села Епанчино в село Некрасовка. Центр Беляшовского сельского совета перенесён из села Беляшово в село Паутовка. Центр Ситниковского сельского совета перенесён из села Ситниково в совхоз «Ситниковский».
В 1954 году Локтинский сельский совет переименован в Глухониколаевский с переносом центра из села Локти в село Глухониколаевку. Хортицкий сельский совет присоединён к Ачаирскому. Епанчинский, Ситниковский сельские советы объединены в образованный Некрасовский с центром в совхозе «Некрасовский». Кабурлинский сельский совет переименован в Лавриновский с переносом центра из села Кабурлы в село Лаврино. Беляшовский сельский совет переименован в Паутовский. Усть-Горский сельский совет присоединён к Хомутинскому.
В 1958 году Ачаирский сельский совет присоединён к Нижнеомскому, Некрасовскому, Хомутинскому, Паутовскому сельским советам. Центр Некрасовского сельского совета перенесён из совхоза «Некрасовского» в село Ситниково.
В 1962 году район был упразднён: 6 сельских советов передано в Горьковский район (Глухониколаевский, Лавриновский, Нижнеомский, Паутовский, Сидоровский, Хомутинский)
В 1965 году район восстановлен:
- 5 сельских советов передано из Горьковского района (Лавриновский, Нижнеомский, Паутовский, Сидоровский, Хомутинский);
- 2 сельских совета передано из Калачинского района (Глухониколаевский, Соловецкий);
- 2 сельских совета передано из Муромцевского района (Новотроицкий, Хуторской).[10]

В 1966 году Глухониколаевский сельский совет переименован в Антоновский с переносом центра из села Глухониколаевка в село Антоновка. Сидоровский сельский совет переименован в Ситниковский с переносом центра из села Сидоровка в село Ситниково.
В 1970 году Хуторской сельский совет переименован в Старомалиновский с переносом центра из посёлка Хутора в село Старомалиновка.
В 1973 году Лавриновский сельский совет присоединён к Нижнеомскому.
В 1982 году из Антоновского сельского совета выделен Глухониколаевский.
В 1986 году образован Смирновский сельский совет из частей Нижнеомского, Паутовского сельских советов.

## Население
| 1959    | 1970    | 1979    | 1989    | 2002    | 2006    |
| ------- | ------- | ------- | ------- | ------- | ------- |
| 20 630  | ↗24 980 | ↘21 994 | ↘21 779 | ↘19 766 | ↘19 000 |
| 2009    | 2010    | 2011    | 2012    | 2013    | 2014    |
| ↘18 272 | ↘15 826 | ↘15 768 | ↘15 470 | ↘15 197 | ↘14 939 |
| 2015    | 2016    | 2017    | 2018    | 2019    | 2020    |
| ↘14 729 | ↘14 496 | ↘14 218 | ↘13 943 | ↘13 799 | ↘13 583 |
| 2021    | 2023    |         |         |         |         |
| ↘12 627 | ↘12 382 |         |         |         |         |

### Национальный состав
По Всероссийской переписи населения 2010 года
| Национальность  | Численность населения, чел. | Доля от населения |
| --------------- | --------------------------- | ----------------- |
| Казахи          | 156                         | 0,99              |
| Немцы           | 348                         | 2,20              |
| Русские         | 14574                       | 92,09             |
| Татары          | 86                          | 0,54              |
| Украинцы        | 206                         | 1,30              |
| Прочие нации    | 456                         | 2,88              |
| Итого по району | 15826                       | 100,00            |

## Муниципально-территориальное устройство
В Нижнеомском районе 52 населённых пункта в составе 11 сельских поселений:
| №  | Сельские поселения                   | Административный центр | Количество населённых пунктов | Население | Площадь, км² |
| -- | ------------------------------------ | ---------------------- | ----------------------------- | --------- | ------------ |
| 1  | Антоновское сельское поселение       | село Антоновка         | 2                             | ↘686      | 143,41       |
| 2  | Глухониколаевское сельское поселение | село Глухониколаевка   | 3                             | ↘567      | 132,08       |
| 3  | Нижнеомское сельское поселение       | село Нижняя Омка       | 6                             | ↘4976     | 222,66       |
| 4  | Новотроицкое сельское поселение      | село Новотроицк        | 4                             | ↘530      | 475,59       |
| 5  | Паутовское сельское поселение        | село Паутовка          | 5                             | ↘623      | 402,69       |
| 6  | Ситниковское сельское поселение      | село Ситниково         | 5                             | ↘853      | 312,04       |
| 7  | Смирновское сельское поселение       | село Смирновка         | 3                             | ↘543      | 203,95       |
| 8  | Соловецкое сельское поселение        | село Соловецкое        | 6                             | ↗845      | 269,46       |
| 9  | Старомалиновское сельское поселение  | село Старомалиновка    | 7                             | ↘953      | 423,66       |
| 10 | Хомутинское сельское поселение       | село Хомутинка         | 6                             | ↘948      | 394,44       |
| 11 | Хортицкое сельское поселение         | село Хортицы           | 5                             | ↘858      | 373,98       |

| №  | Населённый пункт | Тип     | Население | Муниципальное образование            |
| -- | ---------------- | ------- | --------- | ------------------------------------ |
| 1  | Антоновка        | село    | 745       | Антоновское сельское поселение       |
| 2  | Ачаирка          | деревня | 134       | Смирновское сельское поселение       |
| 3  | Барышниково      | деревня | 40        | Ситниковское сельское поселение      |
| 4  | Бещаул           | деревня | ↘64       | Старомалиновское сельское поселение  |
| 5  | Борисовка        | деревня | ↘53       | Старомалиновское сельское поселение  |
| 6  | Виноградовка     | деревня | 78        | Хортицкое сельское поселение         |
| 7  | Вишневка         | деревня | 133       | Нижнеомское сельское поселение       |
| 8  | Воскресенка      | деревня | ↘91       | Новотроицкое сельское поселение      |
| 9  | Воскресенка      | деревня | 3         | Хомутинское сельское поселение       |
| 10 | Глухониколаевка  | село    | 550       | Глухониколаевское сельское поселение |
| 11 | Епанчино         | деревня | 77        | Хомутинское сельское поселение       |
| 12 | Зенкуль          | деревня | 109       | Смирновское сельское поселение       |
| 13 | Измайловка       | деревня | 65        | Глухониколаевское сельское поселение |
| 14 | Кабурлы          | деревня | 6         | Нижнеомское сельское поселение       |
| 15 | Камышинка        | деревня | 113       | Нижнеомское сельское поселение       |
| 16 | Киршовка         | деревня | 224       | Хомутинское сельское поселение       |
| 17 | Лаврино          | деревня | 127       | Нижнеомское сельское поселение       |
| 18 | Лесной           | посёлок | 149       | Паутовское сельское поселение        |
| 19 | Локти            | деревня | 133       | Глухониколаевское сельское поселение |
| 20 | Локти            | деревня | 114       | Соловецкое сельское поселение        |
| 21 | Любимовка        | деревня | 133       | Паутовское сельское поселение        |
| 22 | Медвежья Грива   | деревня | 41        | Соловецкое сельское поселение        |
| 23 | Некрасовка       | деревня | 4         | Хортицкое сельское поселение         |
| 24 | Нижняя Омка      | деревня | 44        | Соловецкое сельское поселение        |
| 25 | Нижняя Омка      | село    | ↘4592     | Нижнеомское сельское поселение       |
| 26 | Николаевка       | деревня | ↘92       | Старомалиновское сельское поселение  |
| 27 | Новоивановка     | деревня | 110       | Паутовское сельское поселение        |
| 28 | Новомалиновка    | деревня | 54        | Старомалиновское сельское поселение  |
| 29 | Новотроицк       | село    | ↗527      | Новотроицкое сельское поселение      |
| 30 | Озёрное          | деревня | 79        | Хортицкое сельское поселение         |
| 31 | Отрадновка       | деревня | ↘98       | Ситниковское сельское поселение      |
| 32 | Паутовка         | село    | 521       | Паутовское сельское поселение        |
| 33 | Петропавловка    | деревня | ↘61       | Новотроицкое сельское поселение      |
| 34 | Покровка         | деревня | ↘235      | Ситниковское сельское поселение      |
| 35 | Полтавка         | деревня | 183       | Соловецкое сельское поселение        |
| 36 | Придорожное      | деревня | 223       | Нижнеомское сельское поселение       |
| 37 | Пугачёвка        | деревня | 165       | Антоновское сельское поселение       |
| 38 | Пустынное        | деревня | ↘153      | Старомалиновское сельское поселение  |
| 39 | Радищево         | деревня | 110       | Новотроицкое сельское поселение      |
| 40 | Рождественка     | деревня | 69        | Паутовское сельское поселение        |
| 41 | Рязанка          | деревня | 142       | Хомутинское сельское поселение       |
| 42 | Сидоровка        | деревня | 226       | Ситниковское сельское поселение      |
| 43 | Ситниково        | село    | 536       | Ситниковское сельское поселение      |
| 44 | Слободка         | деревня | 114       | Соловецкое сельское поселение        |
| 45 | Смирновка        | село    | 649       | Смирновское сельское поселение       |
| 46 | Соловецкое       | село    | 532       | Соловецкое сельское поселение        |
| 47 | Старомалиновка   | село    | ↗817      | Старомалиновское сельское поселение  |
| 48 | Удачная          | деревня | 67        | Хортицкое сельское поселение         |
| 49 | Хомутинка        | село    | 767       | Хомутинское сельское поселение       |
| 50 | Хомутинка        | деревня | 162       | Хомутинское сельское поселение       |
| 51 | Хортицы          | село    | ↘941      | Хортицкое сельское поселение         |
| 52 | Хутора           | деревня | ↘142      | Старомалиновское сельское поселение  |

Исчезнувшие населённые пункты
- село Усть-Горы
- деревня Дмитриевка
- деревня Михайловка (1)
- деревня Михайловка (2)
- деревня Чилим
- деревня Денисовка
- деревня Беляшово
- посёлок Кирпичный
- деревня Большое Хабарово
- деревня Семислинка
- деревня Копейкино
- деревня Стрижево
- деревня Галанино
- деревня Юхлинское
- деревня Мещерка
- деревня Тунгуслы
- деревня Грязново
- село Чёрный Куст

## Достопримечательности
Памятники истории, архитектуры и монументального искусства

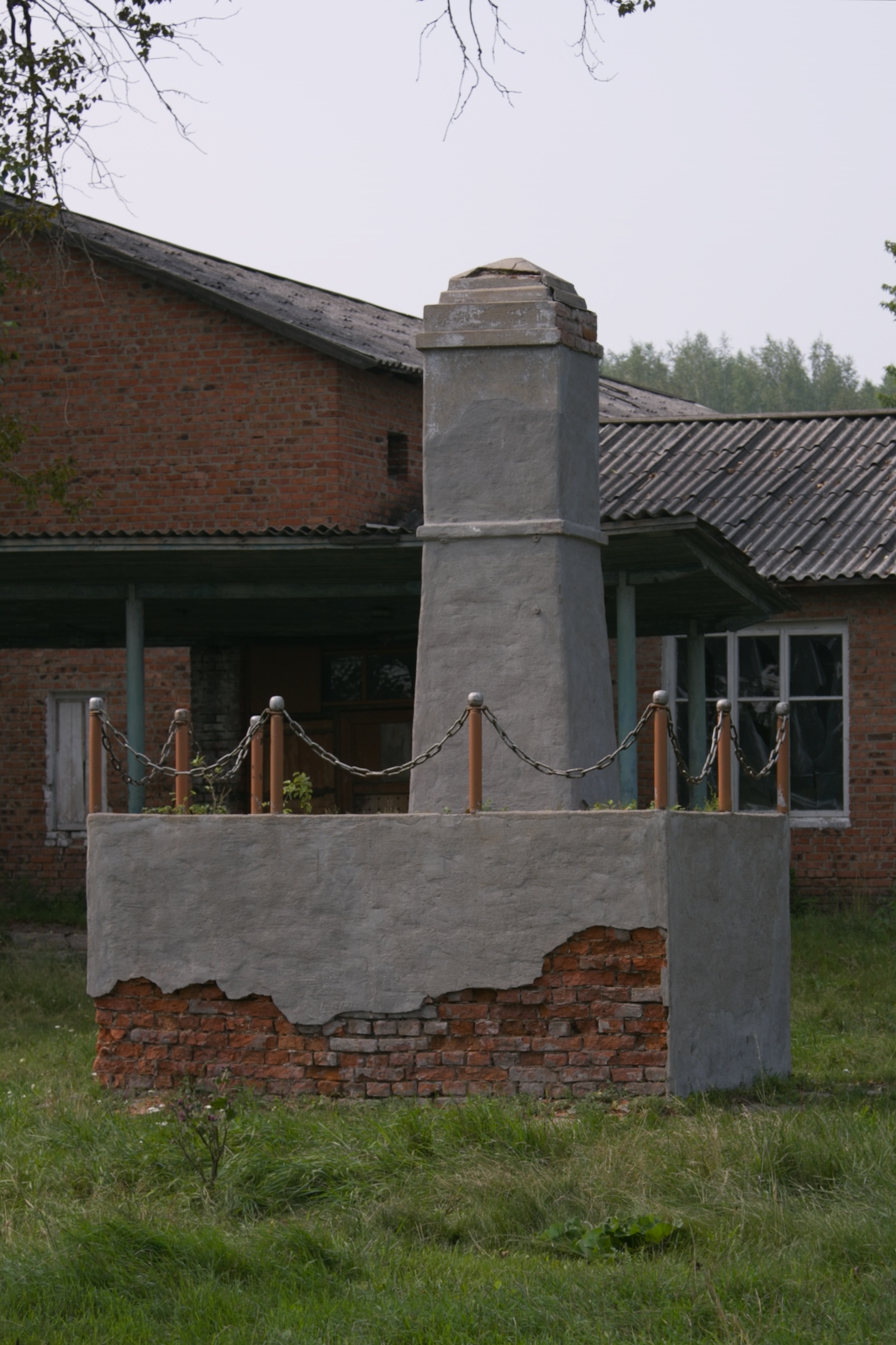
Обелиск революционеру-демократу А. Н. Радищеву.

- Обелиск революционеру-демократу А. Н. Радищеву. Обелиск революционеру-демократу А. Н. Радищеву, установлен в 1967 году, деревня Радищево
- участок Московско-Сибирского тракта конец XVIII — начало XIX веков по которому проезжал Радищев 300 м на северо-восток от деревни до границы с Новосибирской областью, деревня Радищево
- обелиск воинам-землякам, погибшим в годы Великой Отечественной войны 1941—1945 годы, установлен в 1969 году, село Нижняя Омка
- 2 памятника археологии — курганные группы, село Нижняя Омка
- братская могила крестьян, расстрелянных колчаковцами, кладбище деревня Рязанка
- 4 памятника археологии — поселения и стоянка, деревня Рязанка
- 7 памятников археологии — курганные группы и поселения, село Хомутинка
- 2 памятника археологии — курган и курганная группа, деревня Локти Соловецкое с/п
- городище «Полтавка-1» I тысячелетие до н. э., деревня Полтавка
- курганные группы I тысячелетие до н. э., деревня Сидоровка
- 3 памятника археологии — курганные группы, деревня Борисовка
- геологический памятник «Обнажение Бещаул» 20 млн лет, деревня Бещаул
- 2 археологических памятника — курганные группы и поселение, деревня Бещаул
- 8 археологических памятников — курганные группы и поселение, деревня Пустынное
- место переправы через р. Иртыш по пути на Сахалин писателя Чехова А. П. в 1890 году, деревня Пустынное
- в августе 1791 года здесь проследовал в ссылку писатель-революционер А. Н. Радищев, деревня Пустынное
- 2 археологических памятника — курганная группа и курганный могильник, деревня Хутора
- 2 археологических памятника — городище и поселение, село Антоновка
- памятник Герою Советского Союза П. И. Ильичёву, установлен в 1965 году, деревня Пугачёвка